# 파올로 구찌

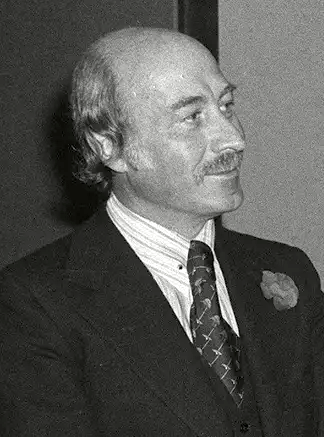
파올로 구찌

파올로 구찌(이탈리아어: Paolo Gucci, 1931년 3월 29일 ~ 1995년 10월 10일)는 이탈리아의 사업가이자 패션 디자이너였다. 그는 한 때 구찌의 수석 디자이너이자 부회장이었다. 그는 구찌의 유명한 더블 G 로고를 디자인하는 것을 도왔다고 알려져 있다.